# Von Wafer
Vakeaton Quamar "Von" Wafer (Homer, Luisiana, 21 de julio de 1985) es un exjugador de baloncesto estadounidense que disputó 13 temporadas como profesional. Mide 1,96 metros, y jugaba de base.

## Trayectoria deportiva

### Universidad
Wafer jugó durante dos temporadas con los Seminoles de la Universidad de Florida State. en la primera de ellas, promedió 7,9 puntos y 1,9 rebotes en 17,5 minutos de juego. Fue el tercero entre todos los novatos de la Atlantic Coast Conference en tiros de 3 puntos. En su segunda temporada promedió 12,5 puntos, liderando a su equipo en este apartado. Terminó su etapa universitaria con unos promedios de 10,2 puntos y 2,2 rebotes.

### Profesional
Fue elegido en el puesto 39 de la segunda ronda del Draft de la NBA de 2005 por Los Angeles Lakers, con los que jugó 16 partidos, siendo enviado a mitad de temporada a los Colorado 14ers de la NBA Development League, donde en enero fue nombrado Jugador del Mes. En febrero de 2007 firmó un contrato de 10 días con Los Angeles Clippers con los que jugó tan solo un minuto. Al finalizar la temporada 2006-07, firmó contrato con Denver Nuggets.
El 21 de febrero de 2008, fue traspasado a Portland Trail Blazers por Taurean Green.
El 10 de julio de 2009, se oficializó su marcha al baloncesto europeo, concretamente al Olympiacos B.C. con un sueldo de 10 millones de dólares al año por 2 temporadas.
En el mes de diciembre de 2009, llega a un acuerdo con el Olympiacos B.C. para ser cortado y regresar a la NBA, donde es contratado por Houston Rockets, su antiguo equipo, pero tras no lograr el reconocimiento médico no se oficializó dicho contrato. El 24 de febrero de 2010 firmó con Dallas Mavericks un contrato de 10 días. En 2011, fichó por Orlando Magic. La temporada de 2012-2013, fue cortado, fichando por el Xinjiang Flying Tigers de la liga china.

## Estadísticas de su carrera en la NBA

### Temporada regular
| Año     | Equipo        | PJ  | PT | MPP  | %TC  | %3P  | %TL  | RPP | APP | ROB | TPP | PPP |
| ------- | ------------- | --- | -- | ---- | ---- | ---- | ---- | --- | --- | --- | --- | --- |
| 2005-06 | L.A. Lakers   | 16  | 0  | 4.6  | .158 | .118 | .750 | .5  | .3  | .2  | .0  | 1.3 |
| 2006-07 | L.A. Clippers | 1   | 0  | 1.0  | .000 | .000 | .000 | .0  | .0  | .0  | .0  | .0  |
| 2007-08 | Denver        | 21  | 0  | 4.3  | .263 | .067 | .750 | .5  | .2  | .1  | .1  | 1.3 |
| 2007-08 | Portland      | 8   | 0  | 8.0  | .304 | .273 | .500 | 1.1 | .3  | .0  | .2  | 2.4 |
| 2008-09 | Houston       | 63  | 11 | 19.4 | .447 | .390 | .752 | 1.8 | 1.1 | .6  | .1  | 9.7 |
| 2010-11 | Boston        | 58  | 2  | 9.5  | .421 | .269 | .842 | .8  | .6  | .3  | .1  | 3.2 |
| 2011-12 | Magic         | 33  | 1  | 14.2 | .452 | .359 | .704 | 1.4 | .9  | .3  | .1  | 5.9 |
| Total   | Total         | 200 | 14 | 12.4 | .420 | .325 | .751 | 1.2 | .7  | .4  | .1  | 5.3 |

### Playoffs
| Año   | Equipo  | PJ | PT | MPP  | %TC  | %3P  | %TL  | RPP | APP | ROB | TPP | PPP |
| ----- | ------- | -- | -- | ---- | ---- | ---- | ---- | --- | --- | --- | --- | --- |
| 2009  | Houston | 13 | 0  | 13.9 | .424 | .409 | .864 | .9  | .7  | .2  | .1  | 8.2 |
| 2011  | Boston  | 3  | 0  | 1.7  | .000 | .000 | .000 | .3  | .0  | .0  | .0  | .0  |
| 2012  | Orlando | 1  | 0  | 6.0  | .600 | .000 | .000 | 1.0 | .0  | .0  | .0  | 6.0 |
| Total | Total   | 17 | 0  | 11.2 | .424 | .391 | .864 | .8  | .5  | .1  | .1  | 6.6 |